# Callulina
Callulina ist eine Froschgattung aus der Familie Brevicipitidae. Die Gattung ist auf den Gebirgsketten entlang des Ostafrikanischen Grabens in Kenia und Tansania endemisch.

## Beschreibung
Die Pupillen sind horizontal. Die Zunge ist breit elliptisch, ganzrandig und hinten frei abhebbar. Im Gegensatz zu anderen Gattungen der Familie Brevicipitidae besitzt Callulina nur eine Reihe von Gaumenzähnen. Das Trommelfell ist bei einigen Arten schwer zu erkennen, da es von einer körnigen Haut überzogen ist, bei Callulina shengena und Callulina laphami fehlt es ganz.
Finger und Zehen sind kurz und an ihren Spitzen deutlich verbreitert und besitzen etwas verbreiterte knöcherne Endphalangen. An Fingern und Zehen ist keine Schwimmhaut vorhanden. Praecoracoide sind vorhanden, aber nur schwach entwickelt. Das Omosternum ist sehr klein und knorpelig. Das Sternum ist eine Knorpelplatte. Die Querfortsätze des Sakralwirbels sind stark verbreitert.
Die Arten Callulina shengena, Callulina meteora und Callulina hanseni besitzen große Drüsen an den Extremitäten, die diesen ein plumpes Aussehen geben. Von diesen Drüsen wird eine schleimige Substanz abgegeben, von der angenommen wird, dass sie toxisch wirkt. Diese Drüsen sind bei C. meteora relativ hell und metallisch glänzend, bei C. shengena blass und bei C. hanseni unauffällig gefärbt.

## Vorkommen
Die Gattung kommt in der Gebirgskette der Eastern Arc Mountains in Kenia und Tansania in Ostafrika vor. Das Pare-Gebirge, die Usambara-Berge und die Uluguru-Gebirgskette sowie die Nguru- und die Udzungwa-Berge entlang des Ostafrikanischen Grabens sind Fundorte der beschriebenen und einiger noch nicht beschriebener Arten der Gattung Callulina. Die Arten sind auf relativ kleinen Gebirgsmassiven endemisch. Sie leben dort in Bereichen von der Hügelland-Stufe über die montane Höhenstufe bis zur Hochgebirgsstufe in über 2200 Metern Seehöhe.

## Lebensweise
Über die Lebensweise dieser Froschgattung ist wenig bekannt. Einige Exemplare wurden tagsüber beim Graben in der weichen Erde und Laubstreu unter großen Bäume beobachtet. Die stark keratinisierten Höcker der Mittelfußknochen deuten ebenfalls auf eine Lebensweise auf dem und im Boden hin.
Zur Fortpflanzungsstrategie dieser Frösche gibt es ebenfalls kaum Beobachtungen, es wird jedoch angenommen, dass sich die Larven in den befruchteten Eiern direkt zu fertigen Fröschen entwickeln und dann schlüpfen. Wenige große Eier, die bei einer Sektion im Eileiter eines Weibchens gefunden wurden, deuten auf diese Entwicklung hin.

## Systematik
Die Gattung Callulina wurde 1911 von Fritz Nieden erstbeschrieben. Sie umfasst 9 Arten:
- Callulina dawida Loader, Measey, de Sá & Malonza, 2009
- Callulina hanseni Loader, Gower, Müller & Menegon, 2010
- Callulina kanga Loader, Gower, Müller & Menegon, 2010
- Callulina kisiwamsitu de Sá, Loader & Channing, 2004
- Callulina kreffti Nieden, 1911
- Callulina laphami Loader, Gower, Ngalason & Menegon, 2010
- Callulina meteora Menegon, Gower & Loader, 2011
- Callulina shengena Loader, Gower, Ngalason & Menegon, 2010
- Callulina stanleyi Loader, Gower, Ngalason & Menegon, 2010